# Platser i Half-Life
Half-Life är en serie med datorspel i förstapersonsskjutargenren, skapade av Valve Corporation. Det första spelet i serien, Half-Life, släpptes år 1998. Spelen äger rum i flera olika miljöer och områden. Bland dessa finns både verklighetstrogna östeuropeiska städer och science fiction-inspirerade miljöer såsom The Black Mesa Research Facility.

## Half-Life och expansionspaket

### Black Mesa Research Facility

Black Mesas logotyp

Huvuddelen av Half-Life och dess expansioner äger rum i en forskningsanläggning vid namn Black Mesa Research Facility. Anläggningen, som är belägen i en nedlagd missilbas någonstans i New Mexico påminner om Los Alamos National Laboratory, Sandia National Laboratories och Area 51. Black Mesa är ett distinkt landmärke synligt från New Mexico State Road 502, några kilometer utanför Los Alamos. Anläggningen består mestadels ett stort antal underjordiska laboratorier, men också byggnader ovan jord såsom kontor, verkstäder, bostäder, en avfallsanläggning och en kraftverksdamm. De olika delarna är sammankopplade av ett underjordiskt transportsystem bestående av förarlösa spårvagnar.
Under spelens gång visar det sig att Black Mesa används för topphemlig forskning inom områden som teleportering och experimentella vapen. Före Half-Life äger rum leder forskningen inom teleportering till att man upptäcker Xen. Xen är en värld som tycks befinna sig mellan vår dimension och andra, och är på något sätt knuten till teleporteringsprocessen. Varelser och kristaller förs tillbaka till Black Mesa för vidare forskning. I Half-Lifes inledning placeras en sådan kristall (som senare i Episode Two visar sig vara utvald av G-Man) i en anti-mass spectrometer, vilket orsakar en resonance cascade som river upp ett hål i rumtiden. Varelser från Xen teleporteras in i anläggningen och angriper de människor som finns där. I Episode Two refererar G-Man till händelsen och konstaterar att "deras enda bild av mänskligheten var en kofot som närmade sig dem i en stålklädd korridor".
Olyckan och händelserna som följer skildras ur flera perspektiv i Half-Life och dess expansioner. I Half-Life introduceras protagonisten Gordon Freeman till anläggningen i en omskriven spårvagnstur med mycket lite interaktivitet. Under åkturen får spelaren se några av de hinder denne kan komma att möta och hur stor anläggningen verkar vara. Spelaren tar sig igenom Black Mesa och blir sedan teleporterad till Xen för att försöka att stänga hålet från den sidan, där en kraftfull varelse håller den öppen. I Blue Shift får spelaren uppleva händelserna ur en säkerhetsvakts perspektiv. Barney Calhoun försöker tillsammans med en grupp forskare att återaktivera en äldre teleportör och använda den för att ta sig till säkerhet. I Decay ses händelsen från en annan forskargrupps ögon, vilka till sist larmade den amerikanska militären. Militärens perspektiv visas i Opposing Force där korpral Adrian Shephard tillsammans med sin marinkårsenhet får i uppdrag att säkra anläggningen och tysta ner händelsen genom att döda alla vittnen. De blir tvungna att dra sig tillbaka varefter en specialenhet tar sig in och detonerar en kärnvapenstridsspets som förstör basen. Sprickan i rumtiden kvarstår vilket låter The Combine invadera och ockupera Jorden.
Black Mesa nämns flera gånger i Portal och dess uppföljare Portal 2. Dessa spel äger rum i ett laboratorium som ägs av konkurrenten Aperture Science.

### Xen
Xen är en mystisk värld som upptäcktes av forskare vid Black Mesa Research Facility under arbetet med att skapa en teleportör. Världen kallas världen också för The Border World av flera karaktärer. Xen består av flera asteroidliknande plattformar i varierande storlek, som svävar i en miljö som liknar en nebulosa. Trots detta finns det luft och en del gravitation där. Det finns även sjöar och floder av en rödbrun substans som liknar vatten. Det finns även stora mängder av gulaktiga kristaller utspridda i Xen. Det är en av dessa som ska analyseras i Black Mesa då olyckan inträffar.
I spelen framgår det att varelser från Xen har tagits tillbaka till Jorden för observation.  I Blue shift får spelaren veta att ett relä på Xen måste ställas in för att teleportering till en exakt plats på Jorden ska vara möjlig.
I Xen lever flera olika varelser, däribland Headcrabs, Houndeyes och Bullsquids, som blir teleporterade till Jorden vid olyckan i inledningen av Half-Life. Flera av dessa kommer inte ifrån Xen, utan har drivits dit av The Combine.

## Half-Life 2 och episoder

### City 17

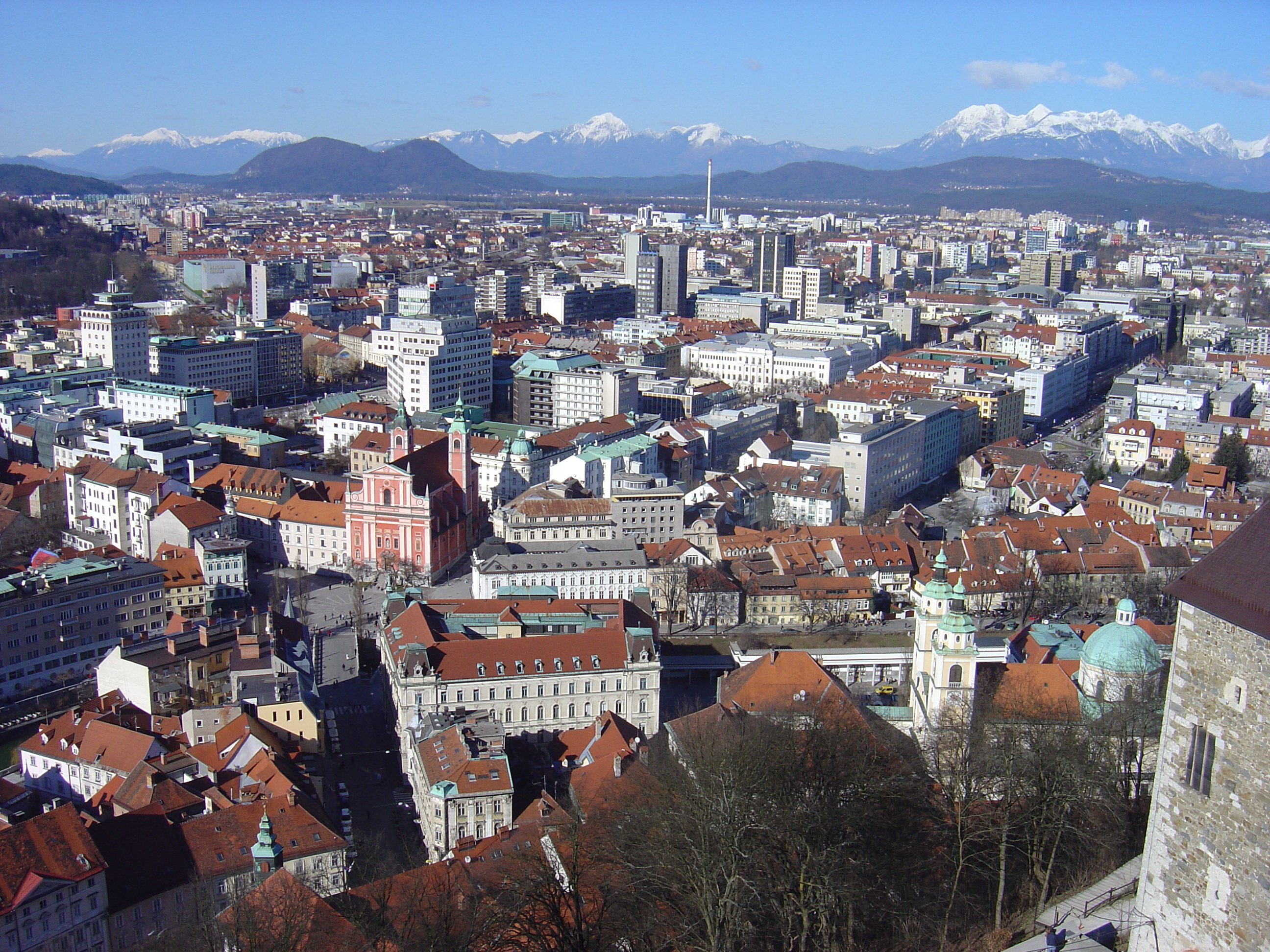
City 17:s arkitektur är inspirerad av östeuropeiska städer.

City 17 är en fiktiv stad i östeuropeisk stil som finns i datorspelen Half-Life 2 och expansionerna Episode One och Episode Two. Där har The Combine placerat sitt citadell, från vilket de styr över Jorden. Kring City 17 finns områden med kanaler och längst bort i den största finns en kraftverksdamm. Staden är en kulturkrock mellan gammal östeuropeisk arkitektur och nyare byggnader, samt The Combines metalliska, kalla och uttryckslösa design.
Viktor Antonov, art director vid utvecklingen av spelet, motiverade valet av östeuropa med blandningen av nytt och gammalt som var svår att hitta på andra platser. Referensmaterial samlades in i Bulgarien, Ryssland och Rumänien. Målet var inte att ha fotorealistiska miljöer, utan att ha en viss mängd stilisering för att framhäva visuella teman. När miljöerna togs fram arbetade konceptartisterna sig från 30-talets arkitektur fram till 70-talet för att sedan lägga till den fiktiva Combinearkitekturen.
Ett viktigt mål var att föra fram känslan av förtryck och dystopi. Detta gällde speciellt den järnvägsstation dit spelaren anländer i spelets början. Dess syfte var att presentera spelets teman, antagonister och visa hur världen förändrats samtidigt som den gamla fanns kvar. Den fyllde samma syfte som tågresan i början av Half-Life, men lät spelaren upptäcka miljön i sin egen takt.

### Black Mesa East
Black Mesa East är en av motståndsrörelsens baser och ligger i utkanten av City 17. Platsen besöks under en kortare period i Half-Life 2 där det är Eli Vances, ledaren för Motståndsrörelsen, bas. Komplexet ligger under jord vid en kraftverksdamm och består av flera våningar innehållande laboratorier, kök och boendeområden. De inneboende är både människor och Vortigaunts, en utomjordisk ras som förslavats av The Combine. Basen är spelarens huvuddestination under de första delarna av spelet. Då ett försök att teleportera Gordon Freeman till komplexet misslyckas, så måste han ta sig dit till fots. Strax efter att Gordon anlänt, meddelar Judith Mossman The Combine att han är där, varpå de anfaller basen. Gordon tar sig ut, men Eli Vance tillfångatas.

### Ravenholm
Ravenholm är en liten gruvstad i Half-Life 2. Staden var en tillflyktsort för flyktingar från City 17 innan The Combine upptäckte den och bombade staden med artillerigranater laddade med Headcrabs. Resultatet blev att invånarna massakrerades och de överlevande zombifierades. Tunneln från Black Mesa East är förseglad för att förhindra spridningen av headcrabs och zombies från staden. Gruvorna är lika infekterade som staden ovanför och är nära att falla samman. Stadens enda överlevande, Fader Grigori, bor i stadens kyrka och har fyllt staden med fällor och byggt gångbroar för att hålla sig säker.
Spelaren reser genom Ravenholm för att ta sig till kusten sedan Black Mesa East blivit anfallet av The Combine. Ravenholm har setts som en blandning av science fiction och survival horror då spelaren befinner sig i staden på natten och har flera mörka platser som används för bakhåll av zombies och andra varelser. Ravenholm är svårt för spelare att navigera sig i på grund av dess öppna natur, samt dess övergripande cirkelformade färdväg.
Valves mål med Ravenholm var att designa en stad som undkommit The Combines expansion, men ändå upplevdes vara en del av samma värld. Staden skulle förmedla känslan av en plats som spelaren trodde var säker, men som visade sig vara övergiven och fientlig.

### Highway 17 / Kusten

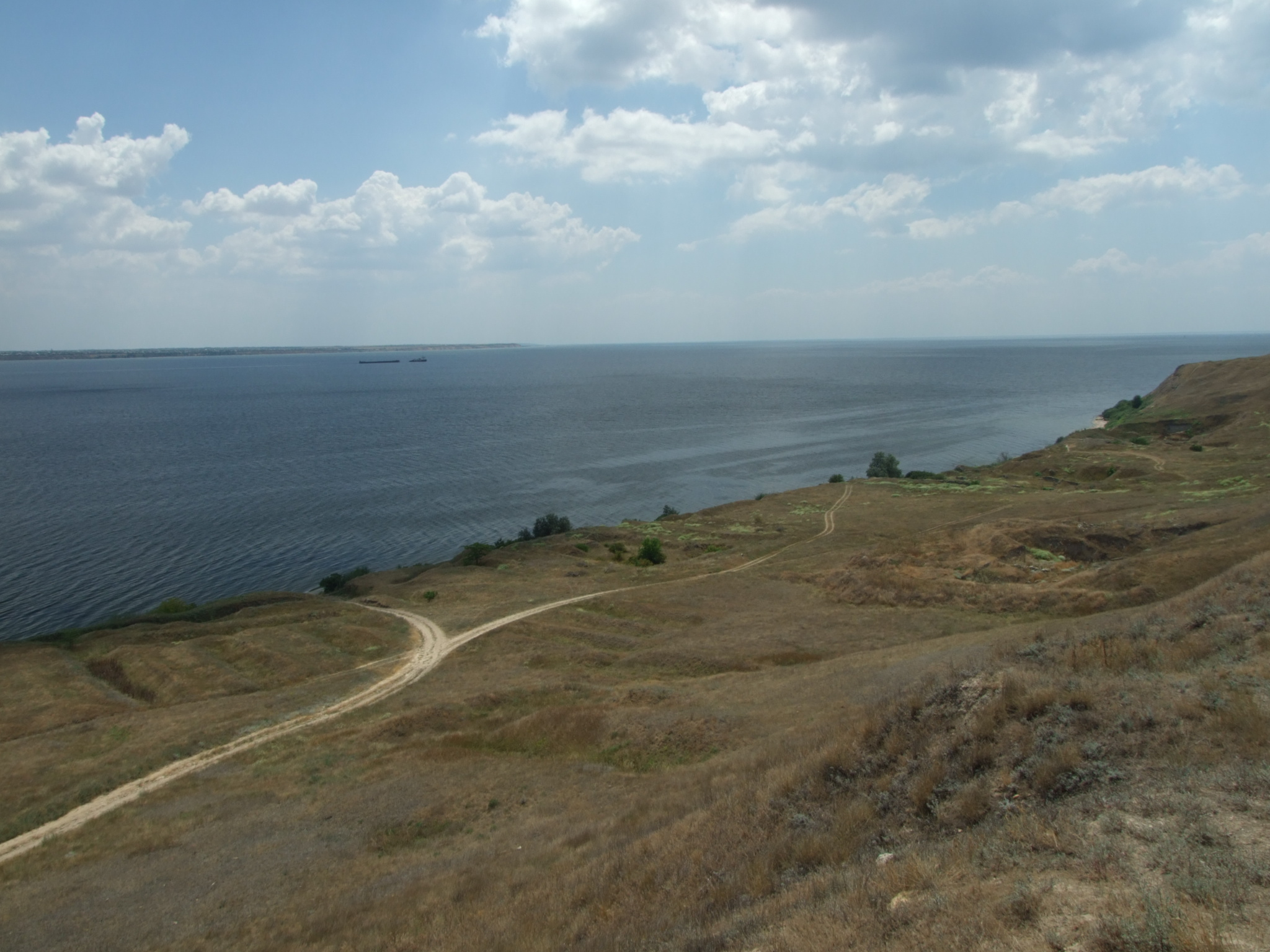
Kuststräcka i Ukraina som påminner om spelmiljön.

Highway 17 är en väg i Half-Life 2 som ligger vid kusten utanför City 17. Spelaren reser efter den i en sandloppa för att ta sig till Nova Prospekt. Området är tätt befolkat av Antlions, stora insektliknande varelser som bor i underjordiska bon och är väldigt territoriella. Området kring vägen består mestadels av strandområden och åtskilliga båthus och bryggor. Dock har vattennivån sjunkit med åren, så bryggorna ligger långt upp på stranden och båtar ligger strandade på det som tidigare var havsbotten.
Själva vägen är vanskött, delvis kollapsad och fylld av övergivna bilar. Efter vägen finns flera utposter kontrollerade av Motståndsrörelsen, men många är under attack eller redan förstörda när spelaren kommer dit.

### Nova Prospekt
Nova Prospekt är ett fängelse kontrollerat av The Combine i Half-Life 2. Komplexet är spelarens huvuddestination i mitten av spelet medan Gordon Freeman färdas efter kusten för att frita ledaren för motståndsrörelsen, Eli Vance, efter att han tagits till fånga av The Combine i Black Mesa East. Nova Prospekt beskrivs som att det en gång i tiden varit ett högsäkerhetsfängelse, placerat på en klippa vid kusten. Dess interiör är till största delen övergiven och förfallen och består av flera oanvända cellkorridorer, ett antal förhörsrum och flera vaktposter och säkerhetskontroller.
Det egentliga komplexet, byggt ovanpå ruinerna av det gamla fängelset, är byggt i Combinestil och är delvis integrerat i den gamla byggnaden. Där finns bland annat en teleportör och ett stort område för politiska fångar, medvetslösa i kapslar upphängda efter väggarna. Komplexet visar sig också användas för bearbetning av människor genom kirurgi, varefter de antingen används som soldater i The Combine Overwatch eller som slavarbetare som stympade cyborger kallade Stalkers.
Nova Prospekt innehåller också en station för The Combines expresståg, kallade Razor Trains. Under utvecklingen av spelet var tanken att spelaren skulle följa järnvägen mot en anläggning kallad The Air Exchange. På vägen dit passerades flera olika platser och anläggningar. Däribland Nova Prospekt, då kallad The depot. Under utvecklingen strömlinjeformades spelets handling och Nova Prospekt utvecklades till att bli resans mål. Fokus skiftades också från att vara ett industriområde till att bli en plats där människor behandlades som maskindelar. Inuti komplexet möts spelaren av en övergiven fängelsemiljö som gradvis övergår till en anläggning helt i Combinestil. 

### White Forest
White Forest är en fiktiv bergsregion i närheten av City 17 där Half-Life 2: Episode Two utspelar sig. White Forest är det enda området spelaren vistas i och består till större delen av skogsmark och berg. I området finns flera byar och mindre baser för Motståndsrörelsen sammankopplade av en förfallen väg med övergivna bilar på. Andra byggnader inkluderar radiostationer, industrier och ett värdshus, alla övergivna eller bebodda av headcrabs. Liksom i Ravenholm finns det flera gruvgångar som i detta fall hyser en antlionkoloni. Området innehåller även en missilsilo från sovjettiden som används som huvudbas för Motståndsrörelsen dit flera karaktärer från de tidigare spelen tagit sig.
Missilsilon är spelarens huvuddestination under spelets första halva och man färdas dit tillsammans med Alyx Vance i en bil som tycks bestå av karossen från en 1969 Dodge Charger. Basen används som en plattform från vilken de planerar att avfyra en raket som ska kunna stänga den superportal som öppnades efter förstörelsen av Citadellet i slutet av Episode One.